# 功夫片
功夫片，亦稱武打片、武術片等，是武俠片和香港動作電影的子流派，背景是當代武術，具有逼真的武打，真實展現中國功夫或中華武術的電影。它缺乏在武俠中見到的幻想元素，武俠是一種使用了基於古代中國歷史背景的幻想武功類型。功夫片多以中國武術流派，如三大内家拳形意拳、八卦掌、太极拳；咏春拳、洪拳、迷蹤拳等真實表現為主，倚重於功夫動作場面的表現以及武術理念的表達，《少林三十六房》和《龍爭虎鬥》等則是其中代表。

## 歷史
武打電影題材，「方世玉」比「黃飛鴻」更早出現，1938年就有《方世玉打擂台》。
第一部在歐美獲得商業放映並獲得成功的功夫片，是1972年由「邵氏」出品的《天下第一拳》，接連在英國和美國引起觀影熱潮，而李小龍更是將「功夫」一詞寫進英語詞典，其代表性的雙截棍和嘶吼，以及凌厲乾脆迅捷的截拳道，將中國功夫推向世界，也是早期海外觀眾對中國功夫最直接的認識。李小龍之後，成龍則代表着輕鬆詼諧的啞劇打鬥風格，他也是荷里活首位進入2000萬俱樂部的華人。80年代初，作為武術冠軍的李連杰憑藉《少林寺》在亞洲掀起一股新式武打熱潮。
20世紀70年代李小龍主演，以真實武功拍攝的《精武門》、《龍爭虎鬥》等影片後，功夫片作為一種新的樣式屹立於世界影壇。